# Drymodromia femorata
Drymodromia femorata är en tvåvingeart som beskrevs av Smith 1969. Drymodromia femorata ingår i släktet Drymodromia och familjen dansflugor. Inga underarter finns listade i Catalogue of Life.